# Bitka pri Zeli
Bitka pri Zeli leta 47 pr. n. št. je bila spopad med Julijem Cezarjem in Farnakom II., kraljem Pontskega kraljestva. Bitka je potekala blizu Zele (sodobne Zile), majhnega mesta v turški provinci Tokat v severni Anatoliji. Poraz v bitki je končal ambicije Farnaka II., da bi razširiti svojo oblast nad Anatolijo. 

## Preludij
Po porazu ptolemajskih sil v bitki pri Nilu leta 47 pr. n. št. je Cezar zapustil Egipt in potoval skozi Sirijo, Kilikijo in Kapadokijo, da bi se spopadel s Farnakom II., sinom Mitridata VI. 
Farnak je v bitki pri Nikopolisu leta 48 pr. n. št. premagal Cezarjevega legata Gneja Domicija Kalvina ter njegovo majhno rimsko in zavezniško vojsko. Farnak je nato zagrešil grozodejstva nad rimskimi ujetniki in vsemi rimskimi civilisti, ki jih je našel v regiji. Ko je Farnak izvedel za Cezarjev pohod, je prek poslancev poskušal skleniti mir, kar je Cezar kategorično zavrnil. 
Farnak se je utaboril blizu mesta Zela na mestu velike zmage, ki jo je dosegel njegov oče. Njegov tabor je bil imel dober obrambni položaj  na visokem terenu s cesto, ki je tabor povezovala z mestom in se iz njega oskrbovala. Cezar se je utaboril na drugi strani doline, ko je preučil Farnakov položaj, pa je premaknil svoj tabor na vzpetino nasproti pontskega tabora. Farnak se je na premik odzval tako, da je svojo vojsko prerazporedil v bojni red. Cezar je z delom pehote zavaroval gradnjo tabora, drug del vojske pa je utrjeval tabor. Pontska vojska je nenadoma krenila v napad na Rimljane. 

## Vojski
Cezar je imel veksilacijo veteranske VI. legije Ferrata, XXII. legijo Deiotoriana, XXXVI. legijo in več kohort preživelih iz vojske Domicija Kalvina. Imel je tudi majhen kontingent konjenice. Njegova vojska je štela okoli 15.000 mož. 
Farnak je imel približno 20.000 vojakov, večinoma pešcev, in jedro poklicnih vojakov: falangiste, legionarje in konjenike. Imel je tudi bojne vozove s koso.

## Razpored enot
Farnak je v prvo vrsto postavil lahko pehoto in konjenico in pred njo bojne vozove s kosami. V drugo in tretjo vrsto je postavil preostanek pehote. 
Cezar je imel na desni VI. legijo, na levi XXXVI. legijo in v sredini legijo Galcev. 

## Bitka
Farnakova vojska je odkorakala v dolino med obema vojskama. Cezar je sprva mislil, da gre za ukano in se je temu smejal, ko so se Farnakovi možje začeli vzpenjati iz doline pa je spoznal, da gre zares. Odpoklical je vojake, ki so gradili tabor, medtem pa so pontski bojni vozovi prebili plitvo obrambno linijo rimskih legionarjev. Bojne vozove so kmalu ustavili rimski vojaki s kopji in jih prisilili na umik. Cezar je v protinapadu pregnal in nato popolnoma uničil pontsko vojsko in zasedel Farnakov tabor.

## Posledice
Cezarjev petdnevni pohod proti Farnaku je bil očitno tako hiter in popoln, da ga je Plutarh približno 150 let po bitki obeležil z znanim latinskim rekom  Veni, vidi, vici (Prišel, videl, zmagal), ki naj bi ga po bitki napisal Cezar v svojem pismu prijatelju Amanciju. Svetonij pravi, da je te besede izrekel na svojem triumfu po zmagi.
Farnak je pobegnil, najprej v Sinop in nato v svoje Bosporsko kraljestvo. Začel je novačiti drugo vojsko, vendar ga je kmalu zatem premagal in ubil njegov zet Asander, eden od njegovih nekdanjih guvernerjev. Cezar je za novega kralja Bosporskega kraljestva postavil Mitridata Pergamskega kot priznanje za njegovo pomoč med egiptovsko kampanjo.